# (8379) Straczynski
(8379) Straczynski (1992 SW10) – planetoida z pasa głównego asteroid okrążająca Słońce w ciągu 4,28 lat w średniej odległości 2,64 au. Odkryta 27 września 1992 roku.